# (23452) Drew
(23452) Drew (1988 QF) – planetoida z grupy pasa głównego asteroid okrążająca Słońce w ciągu 2,75 lat w średniej odległości 1,96 j.a. Odkryta 18 sierpnia 1988 roku.